# Joslin Kamatuka
Joslin Mbatjiua Kamatuka (ur. 22 lipca 1991 w Windhuku) – namibijski piłkarz grający na pozycji prawoskrzydłowego. Od 2023 jest zawodnikiem klubu Maritzburg United FC.

## Kariera klubowa
Swoją karierę piłkarską Kamatuka rozpoczął w klubie Nashua Young Ones FC. W sezonie 2010/2011 zadebiutował w nim w drugiej lidze namibijskiej. W 2011 przeszedł do SK Windhoek, a w 2012 do African Stars FC. W sezonach 2012/2013 i 2013/2014 zostawał z nim wicemistrzem Namibii oraz zdobył dwa Puchary Namibii. Z kolei w sezonie 2014/2015 został mistrzem kraju. W latach 2016–2018 występował w United Africa Tigers.
Latem 2018 Kamatuka przeszedł do południowoafrykańskiego Cape Umoya United FC. Swój debiut w nim zaliczył 10 listopada 2018 w przegranym 0:1 meczu National First Division z Royal AM FC. W klubie tym grał przez dwa sezony.
Latem 2020 Kamatuka został piłkarzem klubu Baroka FC. Zadebiutował w nim 31 stycznia 2021 w zremisowanym 1:1 domowym meczu z Cape Town City FC. Występował w nim do końca sezonu 2021/2022.
W 2022 roku Kamatuka wrócił do African Stars FC, a w 2023 przeszedł do Maritzburg United FC. Swój debiut w nim zaliczył 3 września 2023 w zremisowanym 2:2 wyjazdowym meczu z University of Pretoria FC.

## Kariera reprezentacyjna
W reprezentacji Namibii Kamatuka zadebiutował 19 maja 2015 roku w wygranym 2:0 meczu COSAFA Cup 2015 z Mauritiusem, rozegranym w Moruleng. W 2019 roku powołano go do kadry na Puchar Narodów Afryki 2019. Zagrał w nim w dwóch meczach grupowych: z Południową Afryką (0:1) i z Wybrzeżem Kości Słoniowej (1:4).
W 2024 roku Kamatuka został powołany do kadry na Puchar Narodów Afryki 2023. Wystąpił w nim w jednym meczu grupowym, z Południową Afryką (0:4).